# Raymond West (personnage)
Pour les articles homonymes, voir Raymond West.
Raymond West est un personnage fictif, neveu de la détective Miss Marple dans les romans d'Agatha Christie. Il apparaît pour la première fois dans la nouvelle intitulée Le Club du Mardi, parue au Royaume-Uni en décembre 1927 dans la revue The Royal Magazine. 

Présent dans d'autres nouvelles policières mettant en scène la vieille dame de St. Mary Mead, Raymond West fait sa dernière apparition dans le roman La Dernière Énigme, qui constitue aussi la dernière enquête de Miss Marple dans un roman de Christie.
En 2008, s'éloignant du roman éponyme d'Agatha Christie, le scénariste Trevor Bowen introduit le personnage de Raymond West dans son adaptation de Némésis, pour le 12e épisode de la série télévisée britannique intitulée : Miss Marple ((en) Agatha Christie's Miss Marple).

## Biographie fictive[1]
Tout comme sa créatrice, Raymond West est un auteur renommé de romans policiers. Fils d'une des deux jeunes sœurs de Jane Marple, il a une cousine, du côté de son autre tante, du nom de "Mabel Denham", qui sera accusée du meurtre de son mari dans la nouvelle intitulée Le Pouce de saint Pierre (The Thumb Mark of St Peter).

Agatha Christie utilise parfois le personnage de Raymond West pour introduire la vieille dame de St. Mary Mead dans les histoires qu'elle écrit. Ainsi, dans certains romans, le neveu en vient à soutenir financièrement sa tante Jane, pour laquelle il a beaucoup d'affection. C'est le cas dans « Le major parlait trop » (1964), quand, suivant les recommandations du médecin de St. Mary Mead, il lui offre des vacances sous le soleil des Caraïbes. De même, c'est Raymond qui paye le séjour de Miss Marple à l'hôtel Bertram (1965), haut lieu du Londres victorien ; l'occasion pour la vieille dame de revenir sur les traces de sa jeunesse et résoudre un nouveau mystère. 

### Le Club du Mardi
À l'instar de sa tante Jane, Raymond West fait sa première apparition dans l'œuvre d'Agatha Christie en tant que membre du Club du Mardi : un groupe de six amis qui va se réunir six mardis consécutifs chez la vieille dame de St. Mary Mead pour tenter de résoudre six meurtres restés inexpliqués. À tour de rôle, Sir Henry Clithering (un ex-commissaire de Scotland Yard), Raymond West, Joyce Lemprière (une jeune artiste peintre), le Dr Pender (un vieux pasteur à la retraite), Mr. Petherick (un avoué), et Miss Marple vont proposer leurs énigmes à résoudre.
 
Raymond West racontera l'histoire des Lingots d'or, une affaire de naufrage de bateau et de trésor disparu au large des côtes de Cornouailles. 

Miss Marple se révélera particulièrement perspicace dans la résolution de l'ensemble des six mystères. 
Associés à sept autres enquêtes, ils furent publiés conjointement pour la première fois en juin 1932, au Royaume-Uni, par la maison d'édition Collins Crime Club, dans un recueil intitulé The Thirteen Problems.
Très attaché à sa tante Jane, Raymond fait pourtant peu de cas des aptitudes de détective de Miss Marple, et aurait même tendance à remettre en doute son acuité mentale, contrairement à sa future épouse, Joyce Lemprière, qui est plutôt admirative de la vieille dame.

Ainsi, lors de la dernière histoire racontée dans le cadre des rendez-vous réguliers du mardi soir – énigme une nouvelle fois résolue par Miss Marple et pour laquelle elle recevra les félicitations de l'ensemble des membres du club –, Raymond lui fera remarquer qu'il y a pourtant une chose qu'elle ignore. La vieille dame démentira aussitôt son neveu, affirmant qu'elle sait pertinemment qu'au cours de la soirée il a demandé à Joyce de l'épouser.

### Joan West, sa femme
Après cette demande en mariage faite dans la nouvelle intitulée Le Pouce de saint Pierre (The Thumb Mark of St Peter), Joyce Lemprière apparaîtra désormais dans l'œuvre d'Agatha Christie sous le nom de "Joan West", épouse légitime de Raymond West. 

Résident londonien, le couple est parent de deux fils. L'aîné, David, travaillant pour les Chemins de fer britanniques, a pu seconder sa grand-tante dans la résolution du mystère d'un cadavre disparu, en lui fournissant le plan d'aiguillage de la ligne ferroviaire du Train de 16 h 50 en provenance de Paddington. Le cadet, Lionel, est un passionné de philatélie ; passion qu'il a partagé avec sa grand-tante en lui parlant notamment de pièces rares et chères comme le Timbre bleu de 2 cents de 1851, qui, mis aux enchères, rapporta près de 25 000 dollars. Le souvenir de ce récit permit à Miss Marple de résoudre un cas de succession perdue dans la nouvelle policière intitulée La Mort pour rire (Strange Jest).
Dans le roman « La Dernière Énigme » (1976), le lecteur apprend que Joan West est la cousine de Giles Reed, le nouveau mari de la jeune Gwenda Halliday-Reed, qui vient de Nouvelle-Zélande pour s'installer en Grande-Bretagne. Lors d'une visite de cette dernière, Raymond West se rend en famille dans un théâtre du West End pour une représentation de La Duchesse d'Amalfi, une tragédie élisabéthaine du dramaturge John Webster ; sortie qui va sceller l'entrée en scène de Miss Marple dans le roman.

Joan West est par ailleurs la tante de Louise Oxley, un personnage qui apparaît dans la nouvelle « Le Policeman vous dit l'heure » ((en) Greenshaw's Folly), initialement publiée en France en 1962 dans le recueil Le Retour d'Hercule Poirot. La jeune Louise accompagnera Raymond West et Miss Marple dans la résolution de l'enquête. 
Adaptation télévisuelle
En 1987, Joan West est incarnée par Amanda Boxer dans La Dernière Énigme (Sleeping Murder), un téléfilm de la série britannique Miss Marple de la BBC1 (épisode 6), avec Joan Hickson dans le rôle de Miss Marple.

### Mabel West, sa fille?
Dans ses œuvres, Agatha Christie ne précise pas si le couple "West", outre ses deux fils, a également une fille. Néanmoins, en 2004, les scénaristes d'une série d'animation japonaise lui en prêtent une du nom de Mabel West, s’inspirant sans doute du prénom de la cousine de Raymond West.

Indépendante et rebelle, elle est la protagoniste de cet anime, inédit en France, intitulé : Agatha Christie's Great Detectives Poirot and Marple ((ja)アガサ·クリスティーの名探偵ポワロとマープル, Agasa Kurisutī no Meitantei Powaro to Māpuru). 
Mabel West y mène des enquêtes dans l'Angleterre des années 1930, aux côtés de sa grand-tante Miss Marple et du détective belge Hercule Poirot. 
L'acteur japonais Masaya Kato lui prêtant sa voix, Raymond West apparaît dans le premier épisode de la série, sur un scénario inspiré de la nouvelle Vol de bijoux à l'Hôtel Métropole, mettant en scène le détective belge.

## Apparitions
Raymond West apparaît dans sept nouvelles et un seul roman :

### Nouvelles
- dans Miss Marple au Club du Mardi, un recueil publié pour la première fois en France en 1966.

1. Le Club du Mardi ((en)The Tuesday Night Club)
2. Le Sanctuaire d'Astarté ((en)The Idol House of Astarte)
3. Les Lingots d'or ((en)Ingots of Gold) ⇒ troisième histoire du « Club du Mardi », racontée par Raymond West.
4. Le Perron sanglant ((en)The Blood-Stained Pavement)
5. Motif contre occasion ((en)Motive vs Opportunity)
6. Le Pouce de saint Pierre ((en)The Thumb Mark of St Peter)

- dans The Adventure of the Christmas Pudding and a Selection of Entrées, un recueil de six nouvelles policières d'Agatha Christie, publié en 1960 au Royaume-Uni et dans Le Retour d'Hercule Poirot, un autre recueil publié pour la première fois en France en 1962 :

Le Policeman vous dit l'heure ((en)Greenshaw's Folly)

### Roman
- La Dernière Énigme ((en)Sleeping Murder), 1976)

## Adaptations

### Adaptations télévisuelles
À la télévision, Raymond West a été incarné par plusieurs acteurs :
David McAlister
David McAlister incarne Raymond West en 1987 dans La dernière énigme, aux côtés de Joan Hickson dans le rôle de Miss Marple, un téléfilm de la série télévisée britannique Miss Marple, débutée en 1984.
-  1987 : La dernière énigme ((en)Sleeping murder), téléfilm britannique initialement diffusé le 26 décembre 1984 sur la BBC1, d'après le roman éponyme paru en 1976.

Trevor Bowen
Trevor Bowen incarne Raymond West en 1989 dans Le Major parlait trop, aux côtés de Joan Hickson dans le rôle de Miss Marple, un téléfilm de la série télévisée britannique Miss Marple, débutée en 1984.
-  1989 : Le major parlait trop ((en)A Caribbean Mystery), téléfilm britannique initialement diffusé le 27 décembre 1992 sur la BBC, d'après le roman éponyme paru en 1964.

Trevor Bowen incarne Raymond West en 1992 dans Le miroir se brisa, aux côtés de Joan Hickson dans le rôle de Miss Marple, un téléfilm de la série télévisée britannique Miss Marple, débutée en 1984.
NB : Raymond West n'apparaît pas dans le roman éponyme d'Agatha Christie.
-  1992 : Le miroir se brisa ((en)The Mirror Crack'd from Side to Side), téléfilm britannique initialement diffusé le 27 décembre 1992 sur la BBC, d'après le roman éponyme paru en 1962.

Richard E. Grant
Richard E. Grant incarne Raymond West en 2008 dans Némésis, aux côtés de Geraldine McEwan dans le rôle de Miss Marple, un téléfilm de la série télévisée britannique Miss Marple, débutée en 2004.
NB : Raymond West n'apparaît pas dans le roman éponyme d'Agatha Christie.
-  2008 : Némésis ((en)Nemesis), téléfilm britannique initialement diffusé le 1er janvier 2009 sur la chaine ITV, d'après le roman éponyme paru en 1971.

### Dessin animé
Masaya Kato
Masaya Kato prête sa voix à Raymond West en 2004 dans le 1er épisode de la série animée japonaise Agatha Christie's Great Detectives Poirot and Marple, qui suit les aventures de sa fille, Mabel West.
-  2004 : Agatha Christie's Great Detectives Poirot and Marple ((ja)アガサ·クリスティーの名探偵ポワロとマープル), série animée diffusée au Japon sur le réseau NHK.